# Tremplins de Sunkar
Les Tremplins Sunkar (en kazakh : Сұңқар халықаралық шаңғы трамплиндер кешені) est un complexe de saut à ski situé à Almaty au Kazakhstan. Le stade se trouve dans le micro-district de Gorny Gigant.

## Histoire
Almaty était candidat pour organiser les Jeux olympiques d'hiver de 2014 et voulait donc moderniser l'ancien complexe se Gorny Gigant. Sotchi remporta le vote, mais Almaty est appelé à organiser les Jeux asiatiques d'hiver de 2011.
Il a été ouvert en 2010 apres des travaux débutés en 2007 et peut accueillir 9 500 spectateurs. Il y a deux tremplins majeurs : un avec un K-95 et un autre avec un K-125 ainsi que trois petits tremplins d'entraînement.